# イオンタウン東大阪
イオンタウン東大阪は、大阪府東大阪市に所在し、イオンタウン株式会社が運営・管理するショッピングセンターである。

## 概要
大阪市と奈良県の間に位置し、近年宅地開発が進んでいる東大阪市の大阪府道21号八尾枚方線沿いに「ロックタウン東大阪」として開業した。
その後ロック開発の社名変更により、現在の名称に変更している。
商圏が2kmととても狭く設定し、近隣住民をターゲットとしている。そのため、駐車台数より駐輪台数を多く確保していることが特徴である。
建物は鉄骨造りの3階建てで、1階を店舗と駐輪場、2階を店舗、3階を屋内駐車場、4階 (R階) を屋上駐車場としている。

## テナント
先述の通り、近隣住民をターゲットとしたショッピングセンターであるため、スーパーマーケットや総合衣料、ドラッグストアの他、弁当店や子供向けの英会話教室、音楽教室、塾のスペースなど、生活密着型の店舗を多く確保している。このほか、別棟に飲食店がある。

#### 広報資料・プレスリリースなど一次資料
1. 1 2 3  『４/２３日（水）「ロックタウン東大阪」の開店について』（PDF）（プレスリリース）ロック開発株式会社・イオン株式会社、2008年4月16日。オリジナルの2008年9月20日時点におけるアーカイブ。2024年10月7日閲覧。
2. 1 2  『社名変更 並びに 事務所移転予定のご案内』（PDF）（プレスリリース）イオンタウン株式会社、2011年9月1日。[リンク切れ]